# Punt llevat
El punt llevat o seqüència ⟨n·h⟩ és un dígraf de l'occità gascó que representa el so de la ena i la hac quan aquestes són pronunciades en dues síl·labes diferents, i així evitar la formació del dígraf ⟨nh⟩, que es pronuncia [ɲ]. N'és un exemple el mot in·hèrn (infern), la resta de l'occità l'escriu infèrn.